# Amédée V de Savoie
Pour les articles homonymes, voir Amédée de Savoie.
Amédée V de Savoie dit « le Grand », né entre 1249 et 1252-1253 au château du Bourget et mort à Avignon le 16 octobre 1323, est comte de Savoie (1285-1323), prince d'Empire. Il est le fils de Thomas II de Piémont, comte de Flandres, apanagé en Piémont, et succède à son oncle Philippe Ier de Savoie.
Il est surnommé « le Grand ». La Chronique de Savoye (XVe siècle) indique cela « en raison de ses vertus, de ses prouesses et aussi parce qu'il était de haute taille ». Certains auteurs lui associent parfois l'expression de « foudre de guerre »,.

## Biographie

### Jeunesse et héritage
Amédée serait né le 5 septembre 1249, — le médiéviste Bernard Andenmatten, dans le Dictionnaire historique de la Suisse, ou le chercheur Vincent Borrel donnent pour la période vers 1252-1253 —, au château du Bourget,,. Il est le fils cadet de Thomas II († 1259), comte de Piémont, et de sa seconde épouse, la Génoise Béatrice Fieschi (Fisco ou Fiesque de Lavagne) († 1283),, nièce du pape Innocent IV. Son père meurt quand il n'est encore qu'un enfant. Sa mère l'élève, jusqu'au moment[Quand ?] où son oncle, Philippe, alors archevêque de Lyon, le fait venir à Lyon pour étudier.
Philippe devient à son tour comte, succédant ainsi à son frère Pierre II en 1268, en application des différents testaments de ce dernier. Le testament de Pierre de 1264, alors qu'il venait d'être fait comte, indiquait qu'en cas de décès, sa nièce Éléonore, femme du roi Henri III d'Angleterre hériterait du comté de Savoie, son frère Philippe n'est indiqué qu'en deuxième position, puis viennent ses jeunes neveux, fils de son frère Thomas II de Piémont : Thomas III, Amédée et Louis. Finalement, le dernier testament de Pierre II, du 7 mai 1268, indique aussi que les fils de Thomas II de Piémont doivent hériter du comté après leur oncle Philippe, si ce dernier n'a pas d'héritier,.
Amédée de Savoie épouse en 1272, Sibylle, la fille de Guy II de Baugé (aujourd'hui Bâgé), seigneur de Bresse, et héritière universelle de ses biens,,. Sibylle de Baugé, par don de sa mère, lui apporte également le château de Miribel, près de Saint-Bonnet-le-Château.
Étant écarté d'une probable succession, il se rend auprès de son cousin Édouard Ier avec qui il combat notamment les Gallois. Il semble être tombé malade au cours de l'année 1277. L'année suivante, il semble avoir été fait chevalier. Il se rend à un tournois en Allemagne avant de revenir à Londres, à l’hôtel de Savoie, en raison de la maladie. Il reste à la cour d'Angleterre jusqu'en 1283.
Philippe Ier n'a pas d'héritier. Selon les auteurs de La Savoie de l'an mil à la Réforme (1984), s'il suit les volontés de son prédécesseur en choisissant un fils de leur frère aîné Thomas II de Piémont, il renonce cependant à la tradition humbertienne de la primogéniture mâle. Il impose ainsi son second neveu, Amédée, comte de Flandre, écartant de fait l'aîné de la fratrie, Thomas III de Piémont. Selon Laurent Ripart, Philippe n'aurait pas pu faire valoir ses volontés (il aurait soutenu les fils de Thomas III, mort en 1282) et Amédée se serait imposé face à son frère Louis au terme d'un conflit militaire, après la mort de leur oncle Philippe en 1285, et grâce au probable soutien de son cousin le roi d'Angleterre. Bruno Galland indique que « Philippe Ier avait confié le soin de sa succession au roi d'Angleterre Édouard Ier » et que ce dernier se prononça en faveur d'Amédée.

### Comte de Savoie et affirmation de son pouvoir
Amédée de Savoie succède ainsi, en 1285, à l'âge de 36 ans, à son oncle paternel Philippe Ier. Malgré la légitimité apportée par le soutien du roi d'Angleterre, le nouveau comte réunit une assemblée dans les prés de Giaveno, à proximité de Turin (Piémont), pour le serment de fidélité. Afin de maintenir l'unité de ses États et éviter toutes contestations par les membres de sa famille, il applique la politique mise en place par son grand-père, le comte Thomas Ier, à savoir une « politique d'inféodation d'apanages, avec hommage de chaque cadet à l'aîné [... et ainsi] éviter la pulvérisation de l'héritage et de pénibles conflits de succession, tout en donnant satisfaction aux régions particularistes et en constituant de véritables marches ».
Ainsi son frère, Louis reçoit en apanage le Pays de Vaud, à titre héréditaire,, qui deviendra une baronnie en 1286 et le château de Pierre-Châtel (Virignin). À son neveu Philippe, fils de son frère aîné Thomas III, mineur et donc incapable de revendiquer l'héritage comtal, il lui confirme par la suite l'apanage du Piémont,, et lui donne les villes de Turin et Pignerol. Toutefois, Amédée étant son tuteur gouverne de manière directe ces possessions piémontaise et Philippe devra à sa majorité réclamer ses droits. Enfin, Amédée garde sous sa coupe directe les vallées de Suse et d'Aoste permettant un accès au Piémont en cas d'intervention.
Les États de Savoie à l'avènement d'Amédée permettent le contrôle d'une partie des Alpes et des principaux cols entre la France et la péninsule italienne (les cols du Mont-Cenis, du Grand et du Petit-Saint-Bernard). En Suisse, en possédant le bas-Valais et le Chablais, le comte contrôle les routes en provenance du col du Simplon permettant de rejoindre, depuis l'Italie, la Bourgogne et la Lorraine. Toutefois Galland considère que « L'expansion territoriale constituait en effet une nécessité absolue pour la survie de la principauté. La Savoie était un pays de montagnes condamné à une économie sylvo-pastorale de médiocre rendement. Aussi les princes s'efforcèrent-ils d'étendre leurs Etats dans plusieurs directions à la fois, l'Italie, le Valais, le Dauphiné et bien sûr Genève, qui constituait la place économique la plus brillante de leur voisinage immédiat ».
Les États n'ont pas de véritable capitale. En 1295, le comte Amédée fait l'acquisition du château de Chambéry, qui devient rapidement une des principales résidences comtales. Il fixe notamment au château la Chambre des comptes du comté et l'ensemble de l'administration non itinérante,. Dès la fin du XIIIe siècle, des travaux considérables y sont entrepris. Il fait par ailleurs améliorer le château du Bourget, édifié par son père et où il est né, et le transforme en résidence comtale,, qu'il occupe régulièrement.
Enfin, il renforce la continuité dans ses États par l'installation de villes neuves : L'Hôpital (1287), aux portes de la Tarentaise (voir ci-après), Châtel-Saint-Denis (1296), permettant de contrôler la route vers le comté de Gruyère, ou encore Yvoire (1306), sur le Léman. En 1288, il achète la ville de Pont-de-Beauvin, à qui il donne une charte des franchises.

### L'expansion territoriale et aires d'influence
Le comte cherche à s'emparer de la cité Conflans, « bourg fortifié dominant la plaine de l'Isère inférieure, à la croisée des routes menant en Tarentaise, à Beaufort et en Maurienne » (Roubert, 1961). Celle-ci relève cependant du pouvoir de l'archevêque-comte de Tarentaise. Afin d'obtenir ce qu'il convoite, le comte, nous raconte l'archiviste Roubert « ébranlait doucement l'autorité des seigneurs, attendant l'occasion de s'installer en maître ». Ainsi, il fait édifier dans la plaine, sous Conflans, en 1287, la ville neuve de L'Hôpital,,. Il obtient peu de temps après, en 1288, une partie de la mistralie de Conflans. Afin de s'immiscer dans les affaires de la Tarentaise, il trouve un accord avec l'archevêque Aymon III qui stipule qu'aucun marché ne serait établi entre Conflans et Aime, afin de préserver celui de l'évêché, Moûtiers, et dans une moindre mesure celui de Salins, possession comtale. Le comte obtient en sus que la police des foires de Moûtiers en journée revienne à ses officiers,, charge dont ils s'acquittaient déjà de manière illégale et désormais validée. Le châtelain comtal de Tarentaise met en garde les biens à la mort d'Aymon III, obligeant son successeur à verser une somme pour les récupérer,.

En 1301, Amédée inféode à la famille d'Avalon la seigneurie et la maison-forte de Saint-Paul, alors sous juridiction de l'archevêque. Il obtient la suzeraineté immédiate sur la terre de Chevron, en Haute-Maurienne, sur une partie du Beaufortain, qui relevait normalement du pouvoir des archevêques. En 1319, il obtient du seigneur de Conflans une partie de la juridiction sur la cité.
À la même période, en 1287, l'évêque de Genève, Robert de Genève, meurt. Le comte s'empare du château épiscopal de l'Île,. L'année suivante, il s'empare de la juridiction temporelle sur la ville, détenue par le vidomne, et fait nommer à cette charge Girard de Compey,,. Le nouvel évêque Guillaume de Conflans proteste, et fait excommunier le comte le 13 janvier 1290. Au mois de mars suivant, un projet de compromis échoue. En septembre de la même année, une rencontre a lieu entre les deux princes à Asti où plusieurs traités et compromis sont signés. Par traité, le comte restitue la pêche, les péages et les moulins du Rhône à l'évêque, mais celui-ci doit remettre en fief au comte le Vidomnat de Genève, qui le tiendra pendant la vie des deux contractants. En 1304, le comte obtient la nomination d'un proche sur le siège de Genève, l'évêque Aymon de Quart.
En 1289, le comte achète au duc de Bourgogne le Revermont, pour « 16 000 livres en argent, 800 livres en fonds de terre ». Le comte cherchera à faire la jonction entre cette région naturelle et le Bugey, en obtenant la plaine de l'Ain aux mains du dauphin. Toutefois en obtenant le Revermont, il n'acquiert pas systématiquement les châteaux et les différents territoires le constituant.
À Lyon et à Vienne, l'influence savoyarde recule face à de nouveaux archevêques favorables au parti dauphinois. À Lyon, Amédée V bénéfice notamment du passage de son oncle Philippe de Savoie (1245-1267), avant qu'il ne devienne comte, et poursuit la politique de ses pairs en jouant les arbitres dans la cité lyonnaise. Le nouvel archevêque, Bérard de Got (1289-1294), proche du roi d'Angleterre, cousin d'Amédée, et donc proche des intérêts savoyards, est désigné. Celui-ci est d'ailleurs choisi pour arbitrer le conflit opposant le comte à l'évêque de Genève, à propos du château de l'Île, mais il est récusé par l'évêque Guillaume de Conflans. Ce dernier se plaint que Bérard de Got « a même offert à celui-ci la ville de Lyon pour en disposer comme de son comté »,. Parallèlement, l'archevêque, contre toute attente, se réconcilie avec le Chapitre, provoquant la colère du peuple de la ville. Cependant, au lieu de se tourner vers le comte de Savoie, on fait appel au roi de France, Philippe le Bel, qui n'attend qu'une occasion pour s'immiscer dans les affaires de la cité. Le nouvel archevêque, Henri Ier de Villars, proche du parti dauphinois est hostile à la Savoie, qui perd définitivement son influence sur la ville.

### Conflit régional contre le dauphin et le comte de Genève
Depuis 1282, le comté de Savoie est en guerre contre une coalition regroupant Rodolphe Ier de Habsbourg, roi des Romains, le Dauphins de Viennois et le comte de Genève, Amédée II. Celle-ci est soutenue par l'évêque de Lausanne et pourtant proche de la maison de Savoie, Guillaume de Champvent. Lors de son avènement, Amédée V organise une trêve au mois d'août avec le Dauphin et le comte de Genève afin de régler sa succession. Un mois plus tard, le comte de Genève s'allie avec la Grande Dauphine et son second mari, Gaston VII de Béarn,.
En 1287, Amédée V s'empare du château de Château-Vieux, au détriment du comte de Genève. Amédée V, signera, un peu plus tard, avec ce dernier un traité de paix, rédigé à Annemasse. En 1289, il prend possession de la seigneurie de Meillonnas. Amédée V de Savoie défait et soumet Humbert Ier de Viennois, dauphin de Viennois, et l'oblige, ainsi que le comte de Genève, à devenir son vassal, par le traité d'Annemasse. Il est soutenu dans ce conflit par Aimon de Miolans, évêque de Saint-Jean-de-Maurienne.
L'achat du Revermont, en 1289, relance le conflit avec le Dauphiné. En 1290, une nouvelle coalition se met en place autour de Rodolphe de Habsbourg. Le conflit, une succession de chevauchées et de sièges, durera jusqu'en 1297.
En janvier 1296, le projet de marier la fille d'Amédée, Marguerite, avec Jean l'un des fils cadets du dauphin de Viennois, Humbert de Viennois reçoit un avis défavorable du pape Boniface VIII. Malgré la bienveillance du pape envers la maison de Savoie, le pape veut éviter que ce mariage amène « le dauphin parmi les partisans du roi d'Angleterre » (Galland, 1998).
Entre 1294 à 1298, Amédée V peut être considéré comme l'« un des principaux représentants [du roi d'Angleterre, Édouard Ier] sur le continent » (Galland). Il distribue les subsides aux alliés du roi contre la France, il cherche des renforts pour la lutte en Flandre, etc. En 1298, il est l'ambassadeur du roi d'Angleterre auprès du pape, à Rome, dans la négociation d'un traité de paix avec la France. Bernard Demotz souligne que son rôle reste limité à la diplomatie, attendant la signature du traité de paix afin de se rapprocher du roi de France pour faire front face à l'empereur.

Amédée V ne réussit pas à obtenir satisfaction, toutefois il reçoit quelques bénéfices pour sa famille : Aymon est fait chapelain du pape et obtient un canonicat à York ; son neveu Pierre, mineur, se voit autorisé à conserver le doyenné de Salisbury ; un autre neveu, Thomas, chapelain du pape, obtient des dispenses pour cumuler différents bénéfices. Le pape intervient également en faveur du comte dans sa lutte contre le dauphin, limitant notamment l'action des archevêques de Lyon et de Vienne et interdisant expressément à l'abbé de céder l'un des châteaux de Saint-Antoine-de-Viennois. Galland rappelle les mots du pape : « Puisque notre cher fils Amédée nous témoigne ainsi qu'à l'Église romaine une affection dévouée, il est juste que nous l'étreignions dans nos bras avec un amour paternel et que nous lui manifestions une bienveillance particulière ».

### Le jeu des alliances
Les tensions entre les maisons de Savoie et de Habsbourg, ayant pour origine le contrôle de la partie nord du pays de Vaud reprennent. En juillet 1298, Albert de Habsbourg, fils de Rodolphe, est élu roi des Romains. Le nouvel empereur Albert Ier exige l'année suivante que le comte de Savoie restitue les villes de Payerne et de Morat. Ces villes étaient savoyardes jusqu'en 1283, avant de devenir habsbourgeoises jusqu'en 1291, puis à nouveau savoyardes jusqu'à l'intervention d'Albert Ier. Elles retourneront dans le giron savoyard en 1308-1310.

Les intérêts du comte de Savoie rejoignent ceux du roi de France, Philippe le Bel,. Ce rapprochement trouve aussi son origine dans l'éloignement avec la cour d'Angleterre où Edouard Ier connaît des soucis financiers, dans le traité de paix du 20 mai 1303 entre les rois de France et d'Angleterre,. En 1300, le comte est reçu à Paris,. Son fils aîné, Édouard, s'engage dans la guerre de Flandre où il se distingue lors de la bataille de Mons-en-Pévèle (1304),. Il est d'ailleurs fait chevalier par le roi de France. En 1307, il épousera Blanche de Bourgogne, une petite-fille de saint Louis,. Cette nouvelle alliance avec la France, selon les mots de Galland, « Pour plus d'un siècle désormais, [... devient] une constante de la politique savoyarde ».
L'élection d'un nouveau pape, Clément V, en juin 1305, inaugure une période favorable à la maison de Savoie. Le pape est le frère de l'ancien archevêque de Lyon (1289-1294), Bérard de Got, dont il était le vicaire général à cette période. Le pape cherche à profiter de la nouvelle proximité du comte de Savoie avec le roi de France mais aussi de ses liens avec l'Angleterre. Il le remerciera en le gratifiant de 1306 à 1308, de « trente-trois privilèges [...] des dispenses et des provisions pour des familiers ». Clément V intervient notamment dans la nomination des futurs évêques de la région, Briand de Lavieu, à Vienne (1306), mais surtout Pierre de Savoie, neveu du comte à Lyon (1308). Il intervient également directement dans le conflit opposant le comte à l'évêque de Genève. Amédée V séjourne à plusieurs auprès du pape, au cours des années 1308 et 1310, et plus tard, en 1323, sous le règne de Jean XXII. La durée des séjours à Avignon varie d'un mois en 1309 et 1310 et huit mois en 1323, en raison de la maladie.
Albert Ier est assassiné en 1308, Henri VII de Luxembourg lui succède. Au mois de septembre 1310, le comte l'accueille à Chambéry. Henri VII est à Suse, le 23 octobre 1310, où il reste une semaine, avant de rentrer sur Turin. Le 24 novembre 1310, le comte Amédée lui prête hommage et reçoit l'investiture de tous ses fiefs d'Empire. Il le fait, à Asti, prince d'Empire,,, en 1313. La cérémonie ne fait qu'entériner un état de fait relativement ancien, mais donne une nouvelle légitimité au chef de la maison de Savoie.
Les rois de France entretiennent la relation avec le comte de Savoie, Louis X (1314-1316) l'invite à son Conseil, Philippe V le Long (1316-1322) lui inféode la vicomté de Maulévrier (Normandie).
Avec la prise de Lyon (1311) par le roi de France, le comte se rapproche du camp impérial surtout que l'empereur Henri VII est devenu son beau-frère en 1297 avec le mariage de Marie de Brabant. L'une des conséquences de ce mariage — l'historien Georges Duby utilisait l'expression de « marché matrimonial » pour qualifier ce type de mariage entre famille princières — est l'accroissement des échanges entre le Brabant et la Savoie, qui permettait également l'accès à la péninsule italienne.

### Trêve et reprise des conflits
Le comte Amédée signe un nouveau traité de paix avec le dauphin Jean II de Viennois, le 10 juin 1314 dans l'église de Villard-Benoît, sous les auspices de l'archevêque de Tarentaise, Bertrand Ier de Bertrand, et l'évêque de Grenoble, Guillaume IV de Royn. Le traité stipule que les deux princes échangeront des mandements, mais aussi qu'ils ne feront plus construire de bâties « dans deux zones limitrophes : entre les Molettes et le Bréda au mandement d'Avalon et dans le mandement savoyard de Voiron et de La Buisse, si proche de Grenoble » (Bernard). Le comte Amédée conserve ses places d'Ambronay, La Palud, Villeneuve, Saint-Jean-de-Nournay et Maubec. Il récupère également la bâtie de La Boisse, aux mains des Dauphinois qui l'ont détruite. Il abandonne cependant au Dauphin les places de Montrevel (Bresse), Meyssieu (Lyonnais) et Danthesieu/ Demptézieu (Viennois). Des gardiateurs sont mis en place pour garantir le respect de la trêve. Selon les espions du comte de Savoie, le Dauphin menacerait cette trêve en rassemblant une armée près de Pont-d'Ain, mais l'attaque n'aura pas lieu. Cette trêve est « à peu près respectée », puisque les années suivantes de « 1315 et 1316 sont relativement calmes ». En 1318, les accords sont rompus avec la construction des châteaux des Allymes, pour le dauphin, et de Luisandre, pour le comte. Le comte de Genève reprend l'offensive.
Son fils, Édouard, lance une grande offensive au cours de l'année 1320, depuis Saint-Genix, contre Varey, possession genevoise, et en Viennois, possession delphinale. Les positions comtales sont renforcées avec le château de Luisandre terminée et la construction d'une muraille autour du bourg d'Ambronay. Après avoir organisé l'incendie du bourg des Allymes, le comte présente ses excuses au représentant du dauphin en février 1321, mais il prépare secrètement une chevauchée qui s'élance aux alentours du 10 avril contre les terres delphinales de Lagnieu. Les armées savoyardes, regroupées à Belley, trompant les espions du dauphin, préparent la prise du bourg d'Ambérieu, qui permettra de mettre le siège de Saint-Germain. L'obtention de cette place forte permettrait de faire la liaison entre les possessions savoyardes et bressanes du comte, mais il faciliterait aussi le commerce entre ces régions, suivant une route plus facile d'accès. Le siège s'éternise raconte la légende. La Chronique de Savoye (XVe siècle) de Cabaret, historiographe du comte Amédée VIII, raconte « comment le comte Amé et les siens assiégèrent Saint-Germain et comment ils firent semblant de s'en aller [...] Comment les seigneurs retournèrent au siège, comment furent pris le bourg et la ville de Saint-Germain et comment le comte Amé s'empara du château », présentant une version héroïque du siège avec une glorification du comte Amédée V, légende qui sera reprise par les historiens Servion, Champier, du Chesne, Guichenon, mais aussi ceux du XIXe siècle. Le siège est cependant rapide avec la destruction des défenses du château par les engins militaires. Les dauphinois se rendent le dimanche 23 août 1321, après une trêve de 4 jours, faute de renforts. Plusieurs chevauchées savoyardes et delphinales ont lieu contre les positions adverses, Aymon, le plus jeune fils du comte de Savoie, prend le château de La Corbière (décembre 1321), qui contrôle en partie le Rhône.

### Illustration
Un sgraffite, découvert dans le petit salon du château sur un mur daté par l’archéologie du XIIIe siècle, illustre un chevalier aux armes de Savoie. Ce dessin s’inspire peut-être de l’un ses sceaux équestres utilisés par cette famille. L’équipement du cavalier pourrait renvoyer à Amédée V, qui avait un rapport étroit avec Chillon, où il s’est marié.

### Mort et succession
Le 4 février 1323, le comte arrive en Avignon. Il est accompagné, selon les comptes, d'environ 200 personnes, dont le baron de Vaud, son frère, mais aussi le comte de Genève et des représentants de la noblesse savoyarde. Au cours de son séjour, il reçoit de Jean XXII la rose d'or, un ornement précieux béni par le pape destiné à honorer des souverains ou des sanctuaires catholiques. Celle qui est remise au comte, ornée d'un saphir, est « remarquablement belle » selon Maurice Faucon et d'un prix plus élevé (100 ducats d'or et 26 florins) que celui généralement payé à cette époque pour ce type de bijou,.
Le comte est alité le 23 juin. Il meurt au cours de son séjour à la cour papale d'Avignon,,, des suites d'une maladie,. La tradition raconte que le comte s'y était rendu afin d'aborder la politique de la maison de Savoie, voire, semble-t-il, il souhaitait aborder avec le pape Jean XXII de l'opportunité d'une croisade. Demotz a nuancé le propos dans sa thèse, et Galland indique que cette affirmation est « totalement dépourvue de fondement ».
La date de sa mort a pu faire débat. La Chronique de Savoye (XVe siècle) indique que son corps est inhumé le 15 octobre 1323. L'abbé Frézet, dans son Histoire de la maison de Savoie (1826), donne cette date pour celle de la mort du comte. Les auteurs modernes — le médiéviste Laurent Ripart (2003) ou le Dictionnaire du Moyen Âge (2015) — retiennent le 16 octobre 1323.
Le corps du comte est ramené en Savoie le 27 octobre, après un voyage de 11 jours. Il est inhumé dans la nécropole des princes de Savoie, l'abbaye d'Hautecombe,,,. Son cénotaphe se trouve sur le bas côté droit.
Le comte Amédée V a testé le 27 septembre 1307, en présence du roi de France, Philippe le Bel. Son fils aîné, Édouard, a été désigné comme son successeur, excluant ainsi ses sœurs. Son fils cadet, Aymon, n'obtennait que « deux mille livres de rente en fond de terre » et était destiné à une carrière ecclésiastique. Cependant, le 15 mai 1322, ce dernier recevait la Bresse en apanage, son père le préparant éventuellement à la succession de son frère aîné. En effet, Édouard n'avait pas encore d'héritier à cette période.
Son fils, Édouard, lui succède à la tête du comté.

## Famille et descendance
Le comte Amédée V épouse, le 5 juillet 1272, au château de Chillon, Sibylle de Baugé ou Bâgé (1255-1294), fille et héritière de Guy, seigneur de Bâgé et de Bresse, et de Dauphine, dame de Saint-Bonnet. Sibylle de Baugé/Bâgé, par don de sa mère, lui portera le château de Miribel. Ils ont  pour descendance connue sept, ou huit enfants :
- Bonne (it) (v.1275-1294/1300), ∞ (1, par dispense, 1280) Jean Ier (1264-1282), dauphin du Viennois, mais non consommé ; ∞ (2, 1282) Hugues/Hugonin de Bourgogne († apr. 1312), seigneur de Fraisans, de Montbrison/Montbouson et d'Apremont, seigneur de Montbozon, fils d'Hugues de Chalon, comte de Bourgogne[74]. Sans postérité ;
- Éléonore (it) (v.1279-1324), ∞ (1, 1292) Guillaume de Chalon-Auxerre (1277-1304), comte d'Auxerre et de Tonnerre ; ∞ (2, 1305) Dreux VI de Mello († 1311) ; ∞ (3, 1311) Jean Ier (1275-1334), comte de Forez (sans postérité) ;
  - (1) Jean II d'Auxerre et Tonnerre ;
  - (2) Marguerite de Mello, ∞ (1) Maurice VII de Craon, ∞ (2) Jean II de Chalon-Arlay (postérité des deux mariages)
- Jean († 1284) ;
- Béatrice († entre 1291 et 1294), fiancée en 1291 à Guillaume de Genève, qui épousera finalement sa sœur cadette[75] ;
- Édouard (1284-1329), dit le Libéral, comte de Savoie et d'Aoste, succède à son père ;
- Marguerite († 1359), ∞ (1296) Jean Ier de Montferrat (1277-1305), marquis de Montferrat ;
- Agnès (1286-1322), ∞ (31 août 1297) Guillaume III (1286-1320), comte de Genève[75] ;
- Aymon, dit le Pacifique (1291-1343), comte de Savoie, succèdera à son frère Édouard.

En secondes noces, il épouse, au mois d'avril de 1297 (1304 pour Guichenon), Marie de Brabant, fille de Jean Ier de Brabant (1253-1294), duc de Brabant et de Marguerite de Dampierre-Flandre,. Ils ont pour descendance connue quatre enfants :
- Marie (it) — chez certains auteurs on trouve la forme Marie Catherine — († entre 1334, selon Bouillet, et 1336, selon Guichenon/Lullin), mariée en 1309 à Bonneville à Hugues de La Tour du Pin, dit de Faucigny († 1321), baron de Faucigny, fils d'Humbert Ier de Viennois[77],[78] ;
- Catherine (°entre 1300 et 1303-† 1336), ∞ (1315) Léopold Ier d'Autriche (1290-1326), duc d'Autriche et de Styrie, troisième fils de l'empereur Albert Ier du Saint-Empire et d'Élisabeth de Tyrol, héritière de Goritz-Tyrol (ou Gorizia-Tyrol). Après la mort de ses parents, il devient le chef de la famille des Habsbourg ;
- Jeanne (après 1307-† 1365), ∞ (1326) Andronic III Paléologue, empereur byzantin (1328 à 1341) ;
- Béatrice (it) (1310-1331), ∞ (1328) Henri de Goritz, (1270-1335), duc de Carinthie (1295 à 1335) et roi de Bohême (1307 à 1310).

## Titres et possessions
Lors de la réception de l'empereur des Romains, Henri VII, à Chambéry, le comte Amédée est fait prince d'Empire en 1313,. L'empereur l'investit, en 1313, des titres "comes Sabaudiae, dux Chablasii et Vallis Augustae, marchio in Italia et dominus Baugiaci et Coloniaci",, soit « comte de Savoie, duc de Chablais et d'Aoste, marquis en Italie et seigneur de Bâgé et de Coligny », auquel s'ajoute le vicariat général de l'Empire. Une titulature qui est reprise et complétée par ses successeurs.